# Barney világa
A Barney világa (eredeti cím: Barney's World) 2024-ben bemutatott amerikai 3D-s számítógépes animációs oktató sorozat, amelyet Adrian Thatcher rendezett, a Barney és barátai című sorozat alapján.
Amerikában a Max, Magyarországon a Cartoonito mutatta be 2024. október 14-én.

## Ismertető
Egy helyi játszótéren Barney, Billy és Baby Bop dinoszauruszok, három gyermeki legjobb barátjukkal játszanak. Vidám és képzeletgazdag kalandjaik során Barney segít a gyerekeknek megérteni a nagy óvodai érzelmeket, és megtanítja őket arra, hogyan szeressék önmagukat és másokat.

## Szereplők
| Szereplő | Eredeti hang     | Magyar hang     |
| -------- | ---------------- | --------------- |
| Barney   | Jonathan Langdon | Orbán Gábor     |
| Baby Bop | Bryn McAuley     | Laudon Andrea   |
| Billy    | Jonathan Tan     | Szűcs Péter Pál |
| David    | Jayd Deroché     | Czető Ádám      |
| Mel      | Diana Tsoy       | Csifó Dorina    |
| Vivie    | Ella Paciocco    | Magyar Viktória |

### Magyar változat
- Magyar szöveg: Szép Erzsébet
- Szinkronrendező: Turóczi Izabell

A szinkront az Iyuno Hungary készítette.

## Epizódok
| #   | #   | Eredeti cím                       | Magyar cím                        | Rendező         | Író                                   | Eredeti premier   | Magyar premier    |
| --- | --- | --------------------------------- | --------------------------------- | --------------- | ------------------------------------- | ----------------- | ----------------- |
| 1.  | 1.  | The Floor is Grape Jelly          | A föld csupa lila zselé!          | Adrian Thatcher | Laura Zak                             | 2024. október 14. | 2024. október 14. |
| 2.  | 2.  | I Lovey You                       | Szeretlek                         | Adrian Thatcher | Jim Nolan                             | 2024. október 14. | 2024. október 14. |
| 3.  | 3.  | Mel's Greatest Treasure           | Mel legdrágább kincse             | Adrian Thatcher | Nick Lopez                            | 2024. október 14. | 2024. október 15. |
| 4.  | 4.  | One Ripe Tomato                   | Egy érett paradicsom              | Adrian Thatcher | Jehan Madhani                         | 2024. október 14. | 2024. október 15. |
| 5.  | 5.  | Barney's Big Race                 | Barney nagy versenye              | Adrian Thatcher | Laura Zak                             | 2024. október 14. | 2024. október 16. |
| 6.  | 6.  | The Brave Truth                   | Légy bátor, mondj igazat!         | Adrian Thatcher | Noelle Wright                         | 2024. október 21. | 2024. október 16. |
| 7.  | 7.  | Red Light Stop Green Light Go     | Állj, ha piros! Mehetsz, ha zöld! | Adrian Thatcher | Nikki Lytton                          | 2024. október 21. | 2024. október 17. |
| 8.  | 8.  | Big Bigger Best                   | Nagy, nagyobb, legnagyobb         | Adrian Thatcher | Scott Gray                            | 2024. október 21. | 2024. október 17. |
| 9.  | 9.  | Practice Makes Purple             | Gyakorlat teszi a mestert         | Adrian Thatcher | Jim Nolan                             | 2024. október 21. | 2024. október 18. |
| 10. | 10. | Team Mateys                       | Csapattársak                      | Adrian Thatcher | Laura Zak                             | 2024. október 21. | 2024. október 18. |
| 11. | 11. | Save the Garden                   | Mentsük meg a kertet!             | Adrian Thatcher | Noelle Wright                         | 2025. január 13.  | 2025. február 3.  |
| 12. | 12. | Dances With Goblins               | Tánc a manókkal                   | Adrian Thatcher | Nick Lopez                            | 2025. január 13.  | 2025. február 4.  |
| 13. | 13. | Missing Mel                       | Mel eltűnik                       | Adrian Thatcher | Scott Gray                            | 2025. január 13.  | 2025. február 5.  |
| 14. | 14. | The Castaway Crew                 | Hajótöröttek                      | Adrian Thatcher | Jim Nolan                             | 2025. január 13.  | 2025. február 6.  |
| 15. | 15. | Drawing Attention                 | Rám figyeljetek!                  | Adrian Thatcher | Jennifer Skelly                       | 2025. január 13.  | 2025. február 7.  |
| 16. | 16. | Worth the Wait                    | Érdemes várni                     | Adrian Thatcher | Nick Lopez                            | 2025. január 13.  | 2025. február 8.  |
| 17. | 17. | The Big Spill                     | A nagy kiborulás                  | Adrian Thatcher | Roxy Simons                           | 2025. január 13.  | 2025. február 9.  |
| 18. | 18. | Nature Chat                       | A természet beszél                | Adrian Thatcher | Lexie Kahanovitz                      | 2025. január 13.  | 2025. február 10. |
| 19. | 19. | The Great Grateful Scavenger Hunt | A nagy kincsvadászat              | Adrian Thatcher | Jim Nolan                             | 2025. január 13.  | 2025. február 11. |
| 20. | 20. | David the Hero                    | David, a hős                      | Adrian Thatcher | Nikki Lytton                          | 2025. január 13.  | 2025. február 12. |
| 21. | 21. | Making Magic                      | Varázsoljunk!                     | Adrian Thatcher | Jim Nolan                             | 2025. április 7.  | 2025. április 7.  |
| 22. | 22. | Birds of a Feather                | Tollasok                          | Adrian Thatcher | Nick Lopez                            | 2025. április 7.  | 2025. április 8.  |
| 23. | 23. | Bigger Wheels                     | Nagy fiúnak nagy bicikli          | Adrian Thatcher | Annabeth Bondor-Stone és Connor White | 2025. április 7.  | 2025. április 9.  |
| 24. | 24. | Every Little Thing                | Apró dolgok                       | Adrian Thatcher | Lexie Kahanovitz                      | 2025. április 7.  | 2025. április 10. |
| 25. | 25. | Barney's Birthday                 | Barney szülinapja                 | Adrian Thatcher | Matt Sax és Duke Doyle                | 2025. április 7.  | 2025. április 11. |
| 26. | 26. | Finders Not Keepers               | Ne tartsd meg, ha nem a tiéd!     | Adrian Thatcher | Nick Lopez                            | 2025. április 7.  | 2025. április 12. |
| 27. | 27. | The Snuzzleberry Snatcher         | A kucorgóbogyó tolvaj             | Adrian Thatcher | Annabeth Bondor-Stone és Connor White | 2025. április 7.  | 2025. április 13. |
| 28. | 28. | It Takes Three                    | Hárman kellünk hozzá              | Adrian Thatcher | Ernie Bustamante                      | 2025. április 7.  | 2025. április 14. |
| 29. | 29. | The Missing Valentine             | A hiányzó Valentin-napi képeslap  | Adrian Thatcher | Niki Lytton                           | 2025. április 7.  | 2025. április 15. |
| 30. | 30. | Too Far                           | Túl sok                           | Adrian Thatcher | Susan Kim                             | 2025. április 7.  | 2025. április 16. |

### Rövidfilmek
| #   | Eredeti cím           | Magyar cím | Eredeti premier      | Magyar premier    |
| --- | --------------------- | ---------- | -------------------- | ----------------- |
| 1.  | Barney's Intro        |            | 2024. október 18.    | 2025. február 3.  |
| 2.  | Baby Bop's Intro      |            | 2024. november 1.    | 2025. február 4.  |
| 3.  | Billy's Intro         |            | 2024. október 25.    | 2025. február 5.  |
| 4.  | Clean Up              |            | 2024. szeptember 30. | 2025. február 6.  |
| 5.  | Check in on Your Body |            | 2024. október 1.     | 2025. február 7.  |
| 6.  | Anger                 |            | 2024. október 2.     | 2025. február 8.  |
| 7.  | Sharing               |            | 2024. október 3.     | 2025. február 9.  |
| 8.  | Big Happy Feeling     |            | 2024. október 4.     | 2025. február 10. |
| 9.  | Make It Myself        |            | 2024. október 7.     | 2025. február 11. |
| 10. | A Big Sad             |            | 2024. október 8.     | 2025. február 12. |
| 11. | Little by Little      |            | 2024. október 9.     | 2025. február 13. |
| 12. | That Dizzy Feeling    |            | 2024. október 10.    | 2025. február 14. |
| 13. | Here If You Need Me   |            | 2024. október 11.    | 2025. február 15. |

## A sorozat készítése
A Mattel 2021-es virtuális elemzői napján bejelentették, hogy a Barney franchise egy "fejlesztés alatt álló új sorozatként" tér vissza a Mattel Television által. 2023. február 13-án a Mattel hivatalosan bejelentette, hogy a Barney-franchise-t animációs sorozatként indítja újra, amelynek premierje 2024-ben várható. A Mattel Television és a Corus Entertainment Nelvana együttműködésével készülő sorozatot Fred Soulie és Christopher Keenan, valamint Colin Bohm, Doug Murphy és Pam Westman fogják vezető producerként felügyelni. Az új sorozat célja, hogy a közönséget Barney világába vezesse, tele zenével és olyan témákkal, mint a szeretet, a közösség és a bátorítás.
A sorozat hivatalos címe, Barney világa' 2023. május 9-én került nyilvánosságra. 2024. szeptember 4-én bejelentették, hogy Michelle Mendelovitz és Josh Silverman is csatlakozik vezető producerként.